# 里奇卡 (科索夫區)
48°16′48″N 24°56′0″E / 48.28000°N 24.93333°E
里奇卡（烏克蘭語：Річка），是烏克蘭的村落，位於該國西部伊萬諾-弗蘭科夫斯克州，由科索夫區負責管轄，處於里奇卡河畔，始建於1694年，2001年該村落人口2,075。